# ヤマヒロのぴかッとモーニング
『ヤマヒロのぴかッとモーニング』は、MBSラジオで2024年4月1日（月曜日）から平日の8:00 - 10:00（JST）に放送している生ワイド番組。「ヤマヒロ」こと山本浩之（関西テレビ放送出身のフリーアナウンサー）がパーソナリティを務める番組の一つで、毎日放送（テレビ・ラジオの兼営体制）時代の1974年4月から50年にわたって編成されていた『ありがとう浜村淳です』（平日版）から、最終放送枠とコーナー・スポンサーの一部を引き継いでいる。

## 概要
1974年4月から（『ごめんやす浜村淳です』→『ありがとう浜村淳です土曜日です』を含めて）週に6日のペースで『ありがとう浜村淳です』シリーズのパーソナリティを務めてきた浜村淳（映画評論家・司会者）が、平日版の放送50周年に当たる2024年の誕生日（1月10日）で89歳に達したことなどを背景に、同番組を土曜日のみの週1回放送へ移行することに伴って放送を開始。関西テレビを2013年に退社してから、毎日放送→MBSラジオで『ヤマヒロのぴかいちラジオ』『茶屋町ヤマヒロ会議』のパーソナリティを務めてきたヤマヒロが、「（同局における）平日の朝の顔」という役割を浜村から引き継いだ。
当番組では、人間としての魅力と人生経験が豊富なヤマヒロが、曜日ごとに異なるテーマで日替わりのパートナーを相手に味わい深いトークを展開。「日常に隠れたしあわせを、ピカッと引き出す番組」を目指している。

### 番組タイトルの由来
『ぴかッとモーニング』という番組タイトルは、ヤマヒロの頭頂部の髪が薄い（ハゲている）ことに由来している。本人によれば、「（自身の関知しないところでMBSラジオの）スタッフがどんどん話を進めたあげく、『ぴかッとモーニング』というタイトルを決めてしまった」という。
ヤマヒロは関西テレビへの入社後から公の場でカツラを着用していたが、在職中の1998年1月7日に『クロスファイア』（当時司会を務めていた深夜の関西ローカル向け討論番組）の生放送企画で「カミングアウト」を敢行してからは、カツラを着けず数々の番組でいわゆる「ハゲネタ」を盛んに披露してきた（当該項で詳述）。
一方のMBSラジオでは、『ありがとう浜村淳です』の後継番組でパーソナリティを務めることをヤマヒロへ打診した際に、上記の経緯から局内で既に内定していた『ぴかッとモーニング』の使用も提案。この提案に対して、ヤマヒロは「もう60歳を過ぎているのに、（ハゲを連想させるようなタイトルの番組は）もうたくさん」との本音を関係者に打ち明けていたが、結局は提案を受け入れている。

## 出演者

### 現在（2024年8月第4週以降）
パーソナリティ
- 山本浩之（フリーアナウンサー）
  - 当番組では放送上、他の冠番組と同様に、本名ではなく「ヤマヒロ」と名乗っている。
  - 生放送による平日早朝の帯番組にレギュラーで出演することは、テレビを含めても当番組が初めてである[注釈 2]。本人によれば「朝が弱い（早起きが大の苦手）」とのことで、「関西テレビのアナウンサー時代には、平日朝方の生放送番組への出演を打診されても固辞してきた」という。実際には『シュートinサタデー』や『いつでも笑みを!』（いずれも同局の制作による土曜日午前中の全国ネット向け生放送番組）でレギュラー出演を経験していて、MBSラジオから浜村淳の後継者（当番組のパーソナリティ）になることを打診された際には、「光栄な話」としてただちに快諾している[3]。
  - 毎日放送（「MBSラジオ」の母体に当たるラジオ放送事業を2021年3月31日まで保有していたテレビ単営局）でも、関西テレビ退社後の2014年4月7日（月曜日）から、『ちちんぷいぷい』（生放送による平日午後の情報番組）のメインパーソナリティ（総合司会）を5年間担当。『ちちんぷいぷい』の終了（2021年3月12日）を受けて同月29日（月曜日）から平日の夕方に放送されている『よんチャンTV』（関西ローカル向けの報道・情報番組）にも、当番組の開始を機に、月に1回のペースで金曜日の本番後に「スタジオパネラー」として出演している[4]。ちなみに、当番組を開始することが放送で初めて公表されたのは2024年1月30日（火曜日）の『よんチャンTV』で、この日は本人が「ゲスト」としてスタジオに登場していた[5]。
  - 関西テレビと関係の深いラジオ大阪（MBSラジオと同じ在阪の民放ラジオ単営局）では、2022年4月4日（月曜日）から平日の6:30 - 8:00に編成していた『藤川貴央のニュースでござる』（自社制作による生放送の報道・情報番組）の放送枠を、当番組の放送初日から7:00 - 9:00に移動。同年の9月第2週（9日 - 13日）には、関西テレビアナウンサーの堀田篤（ヤマヒロのかつての部下）をパーソナリティ代理へ起用したことから、「テレビ単営局である関西テレビの新旧アナウンサーが、同じ時間帯（平日の午前8時台）に別々のラジオ単営局で生放送番組を進行する」という事態が初めて生じた。堀田は2022年9月から藤川貴央（本来のパーソナリティでラジオ大阪のアナウンサー）が休暇を取得するたびに『ニュースでござる』のパーソナリティを代行しているが、9月13日（金曜日）放送分には、ヤマヒロの三男（関西テレビの現職アナウンサーで堀田の部下に当たる山本大貴）を8時台のゲストに迎えていた（当該項で詳述）。
  - 2024年12月10日（火曜日）は風邪による発熱のため休演。公私ともに親交の深い森たけし（同日15:00より『森たけしのスカタンラジオ』を担当）が代演した。

パートナー

◎：出演の時点では毎日放送の現職アナウンサー
- 月・火曜日： 古川圭子◎
  - 『ありがとう浜村淳です』月曜分の最終アシスタントで、ヤマヒロとは『ヤマヒロのぴかいちラジオ』を皮切りに『ちちんぷいぷい』（アシスタントを務めていた木曜分）『茶屋町ヤマヒロ会議』で共演。
- 水曜日：梅山茜（オフィスキイワードに所属するフリーアナウンサー） - 2024年8月28日からレギュラーで出演
  - MBSラジオでは、『それゆけ!メッセンジャー』にアシスタントの1人としてレギュラー出演。当番組では、初代パートナーの山本量子（オフィスキイワードでの同僚）が持病の治療（後述）で2024年7月から休演していたことを背景に、同月10日放送分から水曜日のパートナーを代行していた。山本が同年8月18日に永眠したことを受けて、同月28日（水曜日）放送分からレギュラーパートナーへ移行。
- 木曜日：藤林温子◎
  - ヤマヒロとは『ちちんぷいぷい』で共演。当初は、木曜日における初回（2024年4月4日放送分）からの出演を予定していた。
- 金曜日：上代貴子（フリーアナウンサー）
  - 日本道路交通情報センター大阪事務所の職員時代に、（MBSラジオを含む）在阪テレビ・ラジオ局向けの道路交通情報を長らく担当。MBSラジオでは、フリーアナウンサーへの転身直後（2019年7月 - 2020年9月）に『レイディオ・ゴー!』（平日の早朝5時台に編成されていた生ワイド番組）月 - 水曜分のパーソナリティを単独で任されていた。

### 過去
- 山本量子（水曜パートナー、2024年4月17日 - 6月5日・2024年6月26日）
  - 放送上の愛称は「山量（やまりょう）」「お量」で、ヤマヒロとは『茶屋町ヤマヒロ会議』で共演。MBSラジオでは『こんちわコンちゃんお昼ですょ!』金曜日のアシスタントなども担当していた。
  - 2014年からは、持病（子宮頸がん・卵巣がん）の治療と並行しながら上記の番組へ出演。持病については放送などで公表していたものの、2023年7月以降は療養に専念していたため、『茶屋町ヤマヒロ会議』では古川がアシスタントを代行していた。その一方で、ヤマヒロは当番組の開始に際して、山量を『ヤマヒロ会議』に続いてパートナーに起用した理由の一つに「本人の体調が回復の間近にあること」を挙げていた。このような事情から、水曜日における初回（2024年4月3日放送分）と第2回（同月10日放送分）では、藤林をパートナー代理に立てていた。
  - 本人は、2024年4月5日の『こんちわコンちゃん - 』でラジオ番組への出演を9ヶ月振りに再開した[6]後に、当番組への出演を翌々週（17日放送分）に開始。6月には、持病の治療で第2週（12日）から2週間にわたって休演したため、当番組では同日に古川・第3週（19日）に上代がパートナーを代行した。
  - 当番組には2024年6月26日放送分で再び登場したものの、その後は入院加療を再び優先したため、『こんちわコンちゃん - 』を含めて出演を見合わせていた。当番組では、山量の復帰を前提に、水曜日のパートナーを上代（7月3日放送分）→ 梅山が代行することで対応。もっとも、本人は当番組への復帰が叶わないまま、入院療養中の2024年8月18日（日曜日）に48歳で死去した[7]。
    - 当番組では、8月21日（水曜日）の本番後にオフィスキイワードが山量の訃報を公表したことを受けて、翌22日（木曜日）放送分の冒頭でヤマヒロが山量の死去と通夜への参列をリスナーに報告[8]。翌週月曜日（26日）の午前8時台には、『茶屋町ヤマヒロ会議』と当番組のアーカイブ音源をベースに、「山本量子さん特集」を放送することによって本人への弔意を改めて示した。

| 期間      | 期間      | 月・火曜日 | 水曜日   | 木曜日   | 金曜日   |
| --------- | --------- | ---------- | -------- | -------- | -------- |
| 2024.4.1  | 2024.4.12 | 古川圭子   | 藤林温子 | 藤林温子 | 上代貴子 |
| 2024.4.15 | 2024.6.7  | 古川圭子   | 山本量子 | 藤林温子 | 上代貴子 |
| 2024.6.10 | 2024.6.14 | 古川圭子   | 古川圭子 | 藤林温子 | 上代貴子 |
| 2024.6.17 | 2024.6.21 | 古川圭子   | 上代貴子 | 藤林温子 | 上代貴子 |
| 2024.6.24 | 2024.6.28 | 古川圭子   | 山本量子 | 藤林温子 | 上代貴子 |
| 2024.7.1  | 2024.7.5  | 古川圭子   | 上代貴子 | 藤林温子 | 上代貴子 |
| 2024.7.8  | 現在      | 古川圭子   | 梅山茜   | 藤林温子 | 上代貴子 |

## タイムテーブル
生放送番組のため、時刻は目安。☆印を付けたコーナーは、『ありがとう浜村淳です』（平日版）から引き継がれている。
- 8:00  オープニング
  - ヤマヒロと当日のパートナーによるフリートークに、「ぴかッと今日のおめでとう!」というリスナー投稿企画を織り交ぜているため、トークが一段落したタイミングでスポンサーなどのCMに切り替えている。
    - 「ぴかッと今日のおめでとう!」とは、リスナーが放送日に遭遇した「おめでたいこと」を、出演者とスタッフが「全力」で祝う企画。誕生日、（結婚や入学などの）「記念日」、「個人的な祝い事」（悲願の成就など）といった「おめでたいこと」に関するメールを、リスナーから広く受け付けている。また、放送日によっては、「自分にとっておめでたいことを、放送中に電話で語りたい」というリスナーからのリクエストにも対応することがある。
    - 当番組でパートやコーナーごとにスポンサーが付いている場合には、対象の時間帯を問わず、提供クレジット（毎日放送のアナウンサーで『ありがとう浜村淳です』水曜日の最終アシスタントだった関岡香によるアナウンス）の音源をCMの前後に挿入している。
- 8:30  「気になるニュースをぴかッとフラッシュ」
  - 『ありがとう浜村淳です』（平日版）の8時台で半世紀にわたって放送されてきた「今朝の新聞から」に相当するコーナー。放送当日の新聞の朝刊に掲載されている記事などから、ヤマヒロやパートナーが気になったニュースを、クロストークを交えながら紹介する。
  - 実際には、浜村淳が本編のオープニングから1時間前後にわたって記事をほぼ1人で紹介していた「今朝の新聞から」と違って、オープニングパートからCMをはさんで放送。放送時間も、「今朝の新聞から」の3分の1程度に収まっている。もっとも、当番組初回のオープニングでは、ヤマヒロが「今朝の新聞から」における浜村の口調を真似ながら山田裕貴と西野七瀬（いずれも俳優）の結婚を伝えていた[9]。
  - 2024年8月26日（月曜日）には、水曜日の初代パートナーだった「山量」（山本量子）が同月18日（日曜日）に永眠したことを受けて、「山本量子さん特集」をこの時間帯で放送した。
- 8:50　通信販売などのインフォマーシャル
- 9:00  「ぴかッとコールdeあげたいモン」
  - リスナーが放送中に電話で応募できるプレゼントコーナーで、『ありがとう浜村淳です』（平日版）の「9時クイズ」に相当。応募に使用する電話番号（発信者番号）を通知することを条件に、9時の時報明けから9:45まで「67コール」（専用の電話番号）限定で応募を受付を受け付けた後に、抽選を経て当選者にプレゼントを贈呈する。「9時クイズ」と違ってリスナーにはクイズを出題しないが、当選者に対しては、通知済みの発信者番号に向けて当番組のスタッフから受付の翌日に電話で連絡している。
    - 「67コール」では受付時間内に同じ（発信者）番号から何度でも応募できるようになっていて、当番組でもそのような重複応募を容認している。ただし、実際にはスマートフォンと携帯電話からの応募しか受け付けていないほか、1回の応募につき（消費税を含めて）55円の通話料が生じるようになっている。
      - 「67コール」は「9時クイズ」でも、放送終了の時点で水曜日に限って活用されていた。「9時クイズ」では、「67コール」を使用しない日にFAXや（スタジオの外に待機していたオペレーターへの）直通電話（いずれもMBSラジオの本社で制作する他の生放送番組との共通番号）で応募を受付。直通電話では、固定電話やPHSからも応募できるようになっていた。これに対して、「ぴかッとコールdeあげたいモン」では受付の仕組みを「67コール」に統一しているため、固定電話・PHS・FAXからの応募には対応していない。
- 9:10 「MBSニュース」☆
  - 基本として、前日の深夜から宿直勤務に就いている毎日放送のアナウンサーが、『THE TIME,』（毎日放送で同時ネットを実施しているTBSテレビ制作・JNN全国ネット向けの生放送番組）内（午前6・7時台）の関西ローカルニュースに続いて担当。
- 9:13 「お天気のお知らせ」☆
  - 日本気象協会関西支部の職員が、支部内からの中継で近畿地方の天気予報を伝える。
- 9:15 「MBS交通情報」☆
  - 日本道路交通情報センター大阪事務所の職員が、事務所内からの中継で関西圏の道路交通情報を伝える。
- 9:18 「はぴねすくらぶラジオショッピング」☆
  - はぴねすくらぶのMC社員が、福岡市内の本社から、電話を通じて商品を紹介する。
- 9:25 「気ままにぴかッとタイム」
  - ヤマヒロが放送で語りたい話題から、番組スタッフが注目している「ネタ」に至るまで、ヤマヒロが硬軟を織り交ぜながら自由気ままに紹介。その一方で、『ありがとう浜村淳です』（平日版）での「朝からようこそ」と同様に、ゲストを生放送か事前収録でスタジオに随時迎えている。
  - このコーナーで出演するゲストの大半は『ヤマヒロ会議』または『ちちんぷいぷい』で共演している。
- 9:50  エンディング
  - 「ぴかッと今日のおめでとう!」に寄せられた「おめでたいこと」のメッセージをオープニングで十分に紹介できなかった日には、この時間帯にもメッセージを極力取り上げている。